# Lex Aelia et Fufia
A Lex Aelia et Fufia (a Lei Aeliana e Fufiana) foi estabelecida por volta do ano 150 a.C. na República Romana. O objeto presumido desta legislação era a extensão do direito de "obnuntiatio", ou seja, informar desfavoravelmente sobre os presságios observados nas Assembleias Legislativas, obrigando assim ao fim dos negócios públicos até o próximo dia útil. Este direito, anteriormente reservado ao Colégio de Áugures, foi alargado a todos os magistrados, negando assim uma vantagem política fundamental aos políticos que eram membros daquele Colégio.  Esta lei foi revogada em 58 a.C. pelas Leges Clodiae.